# Distrito Nacional
Distrito Nacional (en français : District national) est une subdivision territoriale de la République dominicaine, centrée autour de la capitale du pays Saint-Domingue.
Jusqu'au 16 octobre 2001, le District National était plus vaste puisqu'il comportait également le territoire de l'actuelle province de Santo Domingo, qui fut créée à partir de cette date.

## Secteurs
Le District National est divisé en 69 secteurs.
Certains secteurs sont désignés par trois types de préfixe :
- Ciudad (« ville ») : s'applique aux parties les plus anciennes du District national, certains d'entre eux datant de l'époque coloniale ;
- Ensanche (« élargissement ») : s'applique généralement, mais pas toujours, à la plupart de la ville « moderne » ;
- Villa : s'applique aux zones urbaines (souvent marginalisées) se situant à la fois dans le District national et le Grand Saint-Domingue en général.

| Secteur                               | Population |
| ------------------------------------- | ---------- |
| 24 de Abril                           | 75 674     |
| 30 de Mayo                            | 73 546     |
| Altos de Arroyo Hondo                 | 86 424     |
| Arroyo Manzano                        | 120 457    |
| Atala                                 | 98 563     |
| Bella Vista                           | 175 683    |
| Buenos Aires (Independencia)          | 56 846     |
| Cacique                               | 34 987     |
| Centro de Los Heroes                  | 26 780     |
| Centro Olímpico Juan Pablo Duarte     | 15 786     |
| Cerros de Arroyo Hondo                | 28 762     |
| Ciudad Colonial                       | 5 788      |
| Ciudad Nueva                          | 18 756     |
| Ciudad Universitaria                  | 345 457    |
| Cristo Rey (République Dominicaine)   | 14 325     |
| Domingo Sabio                         | 10 146     |
| El Millón                             | 89 887     |
| Ensanche Capotillo                    | 36 789     |
| Ensanche Espaillat                    | 16 872     |
| Ensanche La Fé                        | 13 453     |
| Ensanche Luperón                      | 8 576      |
| Ensanche Naco                         | 17 842     |
| Ensanche Simón Bolívar                | 18 463     |
| Gazcue                                | 7 963      |
| General Antonio Duvergé               | 11 243     |
| Gualey                                | 10 747     |
| Honduras del Norte                    | 10 542     |
| Honduras del Oeste                    | 11 242     |
| Jardín Botanico                       | 3 142      |
| Jardín Zoologico                      | 4 253      |
| Jardínes del Sur                      | 9 814      |
| Julieta Morales                       | 7 234      |
| La Agustina                           | 10 457     |
| La Esperilla                          | 12 573     |
| La Hondonada                          | 14 575     |
| La Isabela                            | 6 865      |
| La Julia                              | 12 575     |
| La Zurza                              | 4 896      |
| Los Cacicazgos                        | 15 725     |
| Los Jardínes                          | 97 568     |
| Los Peralejos                         | 35 684     |
| Los Prados                            | 20 457     |
| Los Restauradores                     | 78 945     |
| Los Ríos                              | 27 563     |
| María Auxiliadora                     | 20 456     |
| Mejoramiento Social                   | 19 753     |
| Mirador Norte                         | 20 465     |
| Mirador Sur                           | 20 211     |
| Miraflores                            | 76 862     |
| Miramar                               | 59 876     |
| Nuestra Señora de la Paz              | 98 961     |
| Nuevo Arroyo Hondo                    | 123 501    |
| Palma Real                            | 101 543    |
| Paraíso                               | 75 862     |
| Paseo de los Indíos                   | 28 951     |
| Piantini                              | 59 753     |
| Puerto Isabela                        | 56 513     |
| Punta Caucedo                         | 17 643     |
| Quisqueya                             | 12 454     |
| Renacimiento                          | 20 145     |
| San Carlos                            | 13 456     |
| San Diego                             | 9 864      |
| San Geronimo (République Dominicaine) | 8 634      |
| San Juan Bosco                        | 14 352     |
| Tropical Metaldom                     | 10 421     |
| Viejo Arroyo Hondo                    | 38 964     |
| Villa Consuelo                        | 28 621     |
| Villa Francisca                       | 50 185     |
| Villa Juana                           | 29 765     |